# 金近廉
金近 廉（かねちか れん、2003年3月11日 - ）は、日本の男子バスケットボール選手である。ポジションはスモールフォワード。東海大学中退。B.LEAGUEの千葉ジェッツふなばし所属。日本代表。

## 来歴
大阪府吹田市出身。
関西大学北陽高校では2020年に行われた3年次のウインターカップに出場、2回戦で福岡大学附属大濠高校に敗れはしたが34得点、12リバウンド、10アシストを記録。
東海大学進学後は1年からチームの中心を担い、2022年のインカレで日本一になり得点王と優秀選手賞を受賞。
2023年2月23日に高崎アリーナで行われたワールドカップアジア2次予選対イラン戦で代表デビューを果たした。
4月5日、東海大学を中退するとともにB.LEAGUEの千葉ジェッツふなばしに練習生として加入し、翌シーズンの基本契約に合意したと発表。

## 人物
- 父親はVリーグのNTT西日本レグルス、兵庫デルフィーノでプレー[6]したバレーボール選手の金近潤[7]。

## 日本代表歴
- U16日本代表
- U19日本代表
- U22日本代表
- 2023ワールドカップアジア2次予選